# Heinrich Pfeiffer (Kunsthistoriker)
Heinrich Wilhelm Pfeiffer SJ (* 22. Februar 1939 in Tübingen; † 26. November 2021 in Berlin-Kladow) war ein deutscher Jesuit und Kunsthistoriker.

## Leben
Heinrich Pfeiffer trat 1963 der Gesellschaft Jesu bei und empfing nach seiner theologischen Ausbildung am 13. Juli 1969 in Berlin durch den Bischof von Kopenhagen Hans Ludvig Martensen SJ das Sakrament der Priesterweihe. Nach weiteren Studien der Kunstgeschichte, Klassischen Archäologie, Romanistik, Philosophie und Theologie in Tübingen, London, Florenz, Berlin, München, Rom und Basel graduierte er 1970 an der Päpstlichen Universität Gregoriana in Rom mit dem Lic. theol. An der Universität Basel wurde er 1973 zum Dr. phil. im Fach Kunstgeschichte mit einer Arbeit über Raffaels vatikanisches Wandfresko Disputa del Sacramento promoviert.
Er war von 1973 bis zu seiner Emeritierung 2009 Professor für Kunstgeschichte und christliche Ikonographie an der Kirchengeschichtlichen Fakultät (Facoltà della Storia e dei Beni Culturali della Chiesa) der Gregoriana in Rom. Von 2014 bis 2017 lehrte er an der Päpstlichen Theologischen Fakultät von Sizilien in Palermo.
Pfeiffer hat sich unter anderem um die Erforschung der Geschichte der Christusdarstellung verdient gemacht und sich in diesem Zusammenhang auch intensiv mit dem Turiner Grabtuch, dem Veronikabild und dem Schleier von Manoppello beschäftigt. Ihm wird die Entdeckung des Veronikabildes in seiner Identifizierung des Schleierbilds von Manoppello mit dem Schleier des verschollenen heiligen Schweißtuchs aus Jerusalem, das gleich zu Beginn des Sacco di Roma am 6. Mai 1527 aus dem Petersdom verschwand, zugerechnet.
In den Jahren 1999 bis 2004 war er Berater der Päpstlichen Kommission für die Kulturgüter der Kirche. Seit 2019 lebte er in der Jesuiten-Seniorenkommunität Peter-Faber-Haus in Berlin-Kladow, wo er im November 2021 an den Folgen einer COVID-19-Erkrankung verstarb. Seine letzte Ruhestätte fand er auf dem St.-Hedwig-Friedhof III (Domfriedhof St. Hedwig) in Berlin-Reinickendorf.

## Schriften
- Zur Ikonographie von Raffaels Disputa. Egidio da Viterbo und die christlich-platonische Konzeption der Stanza della Segnatura (= Miscellanea historiae pontificiae 37). Rom 1975 (zugl. Basel, Diss. phil. 1973).
- Gottes Wort im Bild. Das Christusbild in der Kunst. München/Zürich/Wien 1986.
- mit Werner Bulst: Das Turiner Grabtuch und das Christusbild. Bd. 1: Das Grabtuch, Forschungsberichte und Untersuchungen. Frankfurt/Main 1987.
- mit Werner Bulst: Das Turiner Grabtuch und das Christusbild. Bd. 2: Das Grabtuch, der Schleier von Manoppello und ihre Wirkungsgeschichte in der Kunst. Frankfurt/Main 1991.
- Die römische Veronika. In: Grenzgebiete der Wissenschaft (Resch, Innsbruck) 49/3 (2000), S. 225–240.
- Il volto santo di Manoppello. Pescara 2000 (mit weiteren Beiträgen von Blandina Paschalis Schlömer und Adriano Ghisetti Giavarina).
- Die Sixtinische Kapelle neu entdeckt. Belser, Stuttgart 2007, ISBN 978-3-7630-2488-9